# Thyreus lugubris
Thyreus lugubris är en biart som först beskrevs av Smith 1879.  Thyreus lugubris ingår i släktet Thyreus och familjen långtungebin. Inga underarter finns listade i Catalogue of Life.

## Bildgalleri

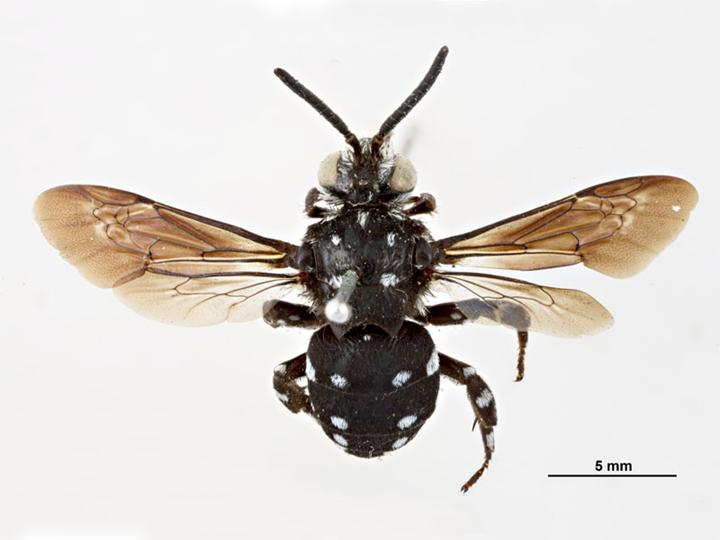
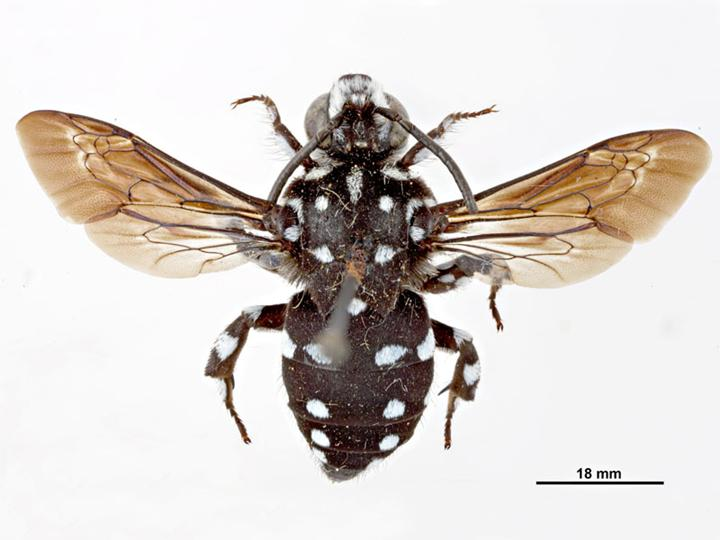